# Summer Jam
«Summer Jam» — песня немецко-бельгийской музыкальной группы The Underdog Project. Выпущенная 24 июля 2000 года в качестве главного сингла с альбома It Doesn’t Matter, песня стала настоящим хитом в Европе, достигнув третьего места в Германии и Португалии, пятого места в Венгрии, десятого места в Австрии и семнадцатого места в Швейцарии. После этого сингл транслировался на некоторых из самых популярных радиостанций США, таких как WPOW в Майами и WKTU в Нью-Йорке.

Альбом «Summer Jam 2003», выпущенный в 2003 году, включал в себя сэмплы хита Sunclub 1997 года «Fiesta De Los Tamborileros» и имел аналогичный успех, возглавив чарты в Бельгии и Нидерландах, попав в пятерку лучших в Дании, Франции и Румынии, в двадцатку лучших в Великобритании и в сорок лучших в Швеции и Швейцарии.

## Авторы текста и музыки
Авторы песни и композиторы: Вик Кришна, Кристоф Брюкс, Тони Коттура, Крейг Скотт Смарт, Стефан Броварчик, Шахин Моширян.

## Список композиций

### «Summer Jam»
CD single — Germany
1. «Summer Jam» (Original Radio Edit)
2. «Summer Jam» (2-step Radio Edit)
3. «Summer Jam» (Acappella)
4. «Summer Jam» (Dennis The Menace Club Mix)

UK CD single (2001)
1. «Summer Jam» (Radio Edit) — 3:29
2. «Summer Jam» (Full Version) — 4:30
3. «Summer Jam» (The B-15 Project Remix) — 5:28
4. «Summer Jam» (Mr. Shabz Remix) — 3:53
5. «Summer Jam» (Free Heads Club Mix) — 6:30
6. «Summer Jam» (Greenfields Pancake Jam) — 5:47

### «Summer Jam 2003»
CD single
1. «Summer Jam 2003» (DJ F.R.A.N.K.’s Summermix Radio Version) — 3:48
2. «Summer Jam 2003» (DJ Hardwell Bubbling Mix F Edit) — 3:40

CD single
1. «Summer Jam 2003» (DJ F.R.A.N.K.'s Summermix Radio Version) — 3:48
2. «Summer Jam 2003» (DJ F.R.A.N.K.’s Summermix Extended Version) — 5:08
3. «Summer Jam 2003» (DJ Hardwell Bubbling Mix) — 5:08

12" maxi
1. «Summer Jam 2003» (Dubaholics Wailing Mix) — 5:16
2. «Summer Jam 2003» (Original Extended Mix) — 4:30
3. «Summer Jam 2003» (Free Heads Mix) — 6:30
4. «Summer Jam 2003» (Free Heads Dub)

## Чарты

### Недельные чарты
Оригинальный релиз
| Чарт (2000—2001)                | Высшая позиция |
| ------------------------------- | -------------- |
| Австрия (Ö3 Austria Top 40)     | 10             |
| Canada CHR (Nielsen BDS)        | 17             |
| Германия (GfK)                  | 3              |
| Венгрия (Mahasz)                | 5              |
| Португалия (AFP)                | 3              |
| Швейцария (Schweizer Hitparade) | 17             |

«Summer Jam 2003»
| Чарт (2003—2004)                | Высшая позиция |
| ------------------------------- | -------------- |
| Бельгия/Фландрия (Ultratop 50)  | 1              |
| Бельгия/Валлония (Ultratop 50)  | 1              |
| Дания (Tracklisten)             | 2              |
| Франция (SNEP)                  | 3              |
| Германия (GfK)                  | 86             |
| Нидерланды (Dutch Top 40)       | 1              |
| Нидерланды (Single Top 100)     | 1              |
| Румыния (Romanian Top 100)      | 4              |
| Шотландия (OCC Scotland)        | 20             |
| Швеция (Sverigetopplistan)      | 36             |
| Швейцария (Schweizer Hitparade) | 24             |
| Великобритания (OCC UK Dance)   | 10             |
| Великобритания (OCC UK Singles) | 14             |

### Годовые чарты
| Чарт (2000)                     | Позиция |
| ------------------------------- | ------- |
| Германия (Media Control)        | 25      |
| Швейцария (Schweizer Hitparade) | 90      |

| Чарт (2003)                    | Позиция |
| ------------------------------ | ------- |
| Бельгия (Ultratop 50 Flanders) | 1       |
| Бельгия (Ultratop 50 Wallonia) | 2       |
| Франция (SNEP)                 | 30      |
| Нидерланды (Dutch Top 40)      | 1       |
| Нидерланды (Single Top 100)    | 2       |
| Румыния (Romanian Top 100)     | 44      |

### Чарты десятилетия
| Чарт (2000—2009)            | Позиция |
| --------------------------- | ------- |
| Нидерланды (Single Top 100) | 11      |

## Сертификация
| Регион | Сертификация | Продажи  |
| --- | ------------ | -------- |
| Бельгия (BEA) | Платиновый   | 50 000*  |
| Франция (SNEP) | Золотой      | 250 000* |
| Германия (BVMI) | Платиновый   | 500 000  |
| * Данные о продажах приведены только на основе сертификации. · Данные о продажах + прослушиваниях приведены только на основе сертификации. |              |          |